# Interpretació simultània

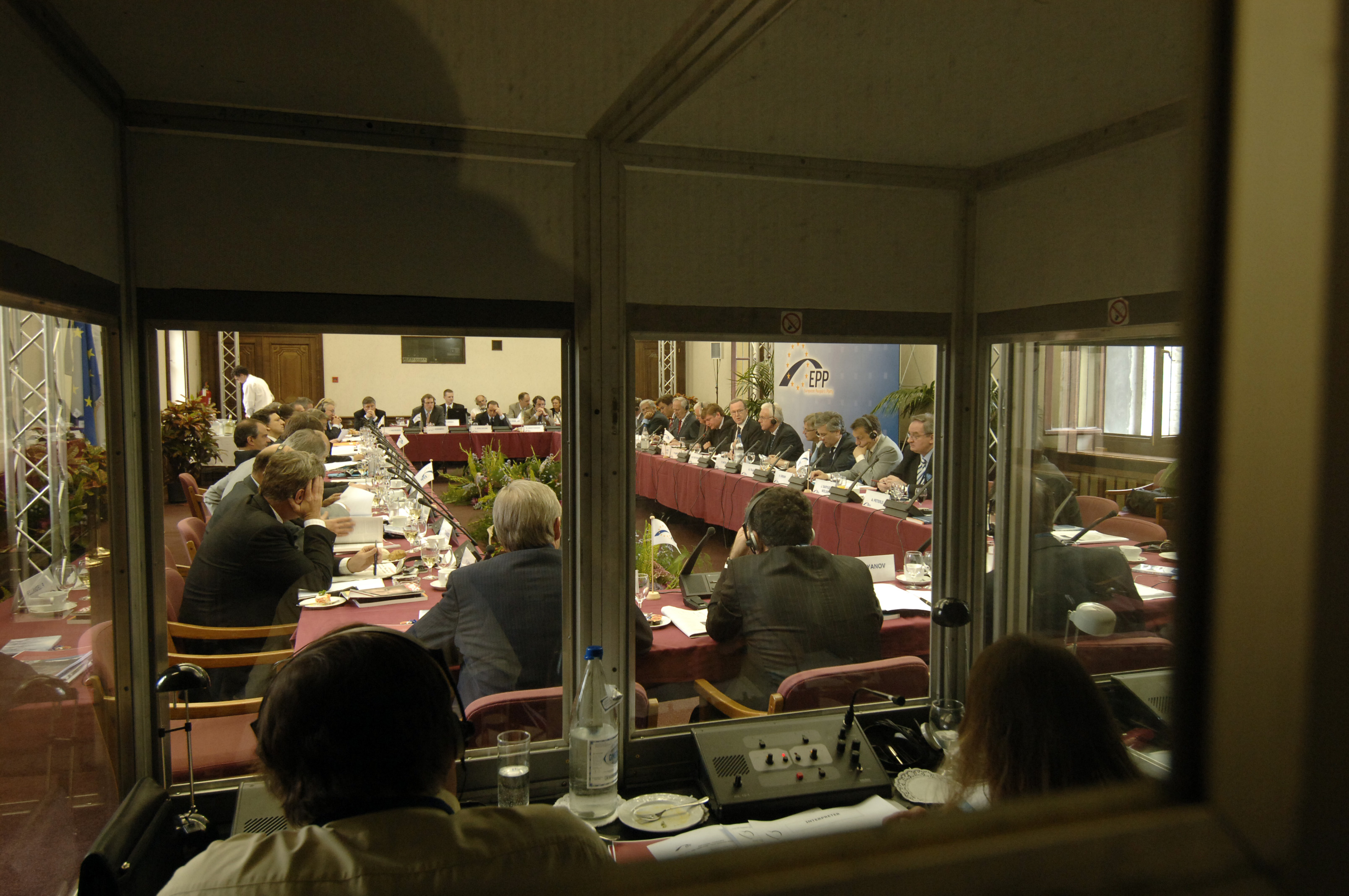
Una cabina amb una parella d'intèrprets simultanis

La interpretació simultània, oficialment anomenada interpretació de conferències, és un tipus d'interpretació de llengües en la qual l'intèrpret reformula el missatge de la llengua de partida a la llengua d'arribada tan ràpid com li és possible, de manera quasi instantània o bé paral·lela a la intervenció de l'orador. L'ofici de les persones que s'hi dediquen és el d'intèrpret simultani.
Aquesta modalitat és una mena d'interpretació dinàmica i àgil que acostuma a tenir lloc en conferències on hi ha pocs oradors, un gran nombre d'oients i dues o més llengües en joc; tal és el cas de congressos, jornades i cursos.
Si tot aquest procés es du a terme de manera correcta, s'aconseguirà l'objectiu marcat, que és el de produir el mateix efecte en el públic de la llengua d'arribada que en el de la de partida. El temps és un factor molt important a tenir en compte, ja que si bé sempre hi ha un desfasament (anomenat décalage, en francès) entre les paraules de l'orador i de l'intèrpret, no ha de ser excessiu, ja que hi ha més risc de perdre el fil del discurs original.

## Història

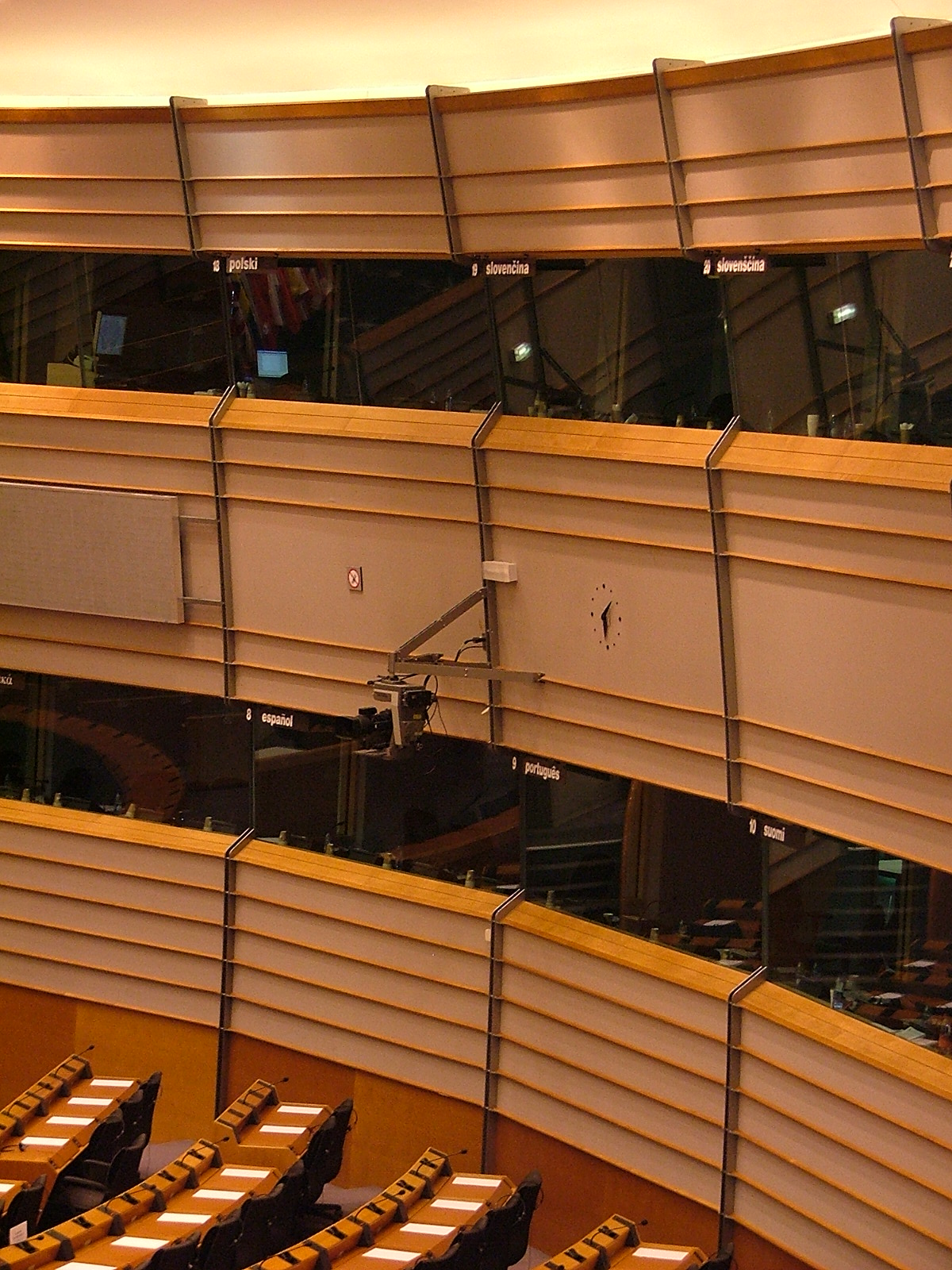
Cabines d'intèrprets al Parlament Europeu, a Brussel·les

Abans de tenir la tecnologia suficient per a aquesta classe de traducció, la interpretació en tractats de guerra i pau, així com altres negociacions internacionals, s'havien de fer amb interpretació consecutiva, freqüentment frase per frase. La primera instal·lació d'equipament per a interpretació simultània va ser creada per a la Societat de les Nacions i es va usar per primera vegada en una conferència internacional sobre el treball a Ginebra l'any 1927. Amb motiu de la decadència de la Societat de les Nacions, aquesta mena de traducció va anar caient en desús fins a la Segona Guerra Mundial.
Als judicis de Nuremberg, entre 1945 i 1946, que s'havien de desenvolupar en rus, anglès, francès i alemany, es van reprendre les interpretacions simultànies, aquesta vegada establint un sistema de treball i amb un equip organitzat de professionals. Sembla que va ser impulsada pel coronel de l'exèrcit americà Léon Dostert. davant la necessitat de proporcionar un sistema més àgil i efectiu per poder dur a terme aquells judicis a 4.500 persones acusades de diferents crims i delictes. El sistema tecnològic, molt bàsic, el va proporcionar l'empresa IBM. Els intèrprets van ser contractats de la Universitat de Ginebra. No disposaven de cabines insonoritzades i la separació consistia en mampares de vidre. Cada cop que es canviava d'idioma, els intèrprets s'havien de passar el micròfon.
Actualment, és impensable la tasca d'organismes com l'ONU o d'institucions europees sense els intèrprets simultanis. En particular, al Parlament Europeu s'estableix que cal que tot el que s'hi parli sigui traduït en interpretació simultània en cada una de les nou llengües oficials de la Unió Europea i en qualsevol altra que la mesa del Parlament consideri necessària; això implica 72 parelles de llengües i 144 combinacions de llengües "a traduir" i "traduïda".

## Material i equipament

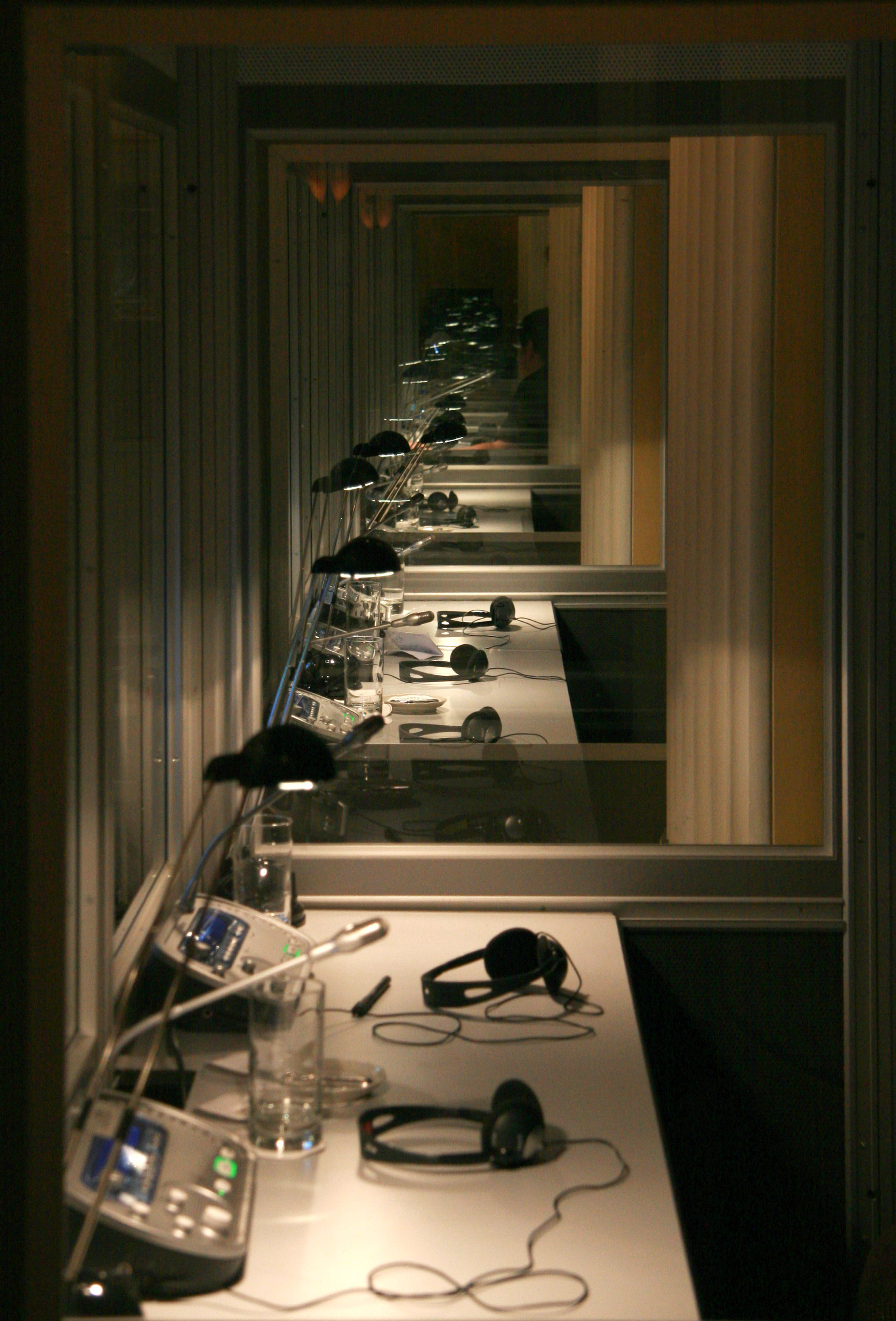
Cabines d'interpretació

Normalment, els organitzadors de l'acte faciliten als intèrprets material i documentació específica sobre el tema que es tractarà per tal que el coneguin a fons i, d'aquesta manera, s'afavoreix una interpretació de qualitat. En la interpretació de conferències l'intèrpret treballa dins una cabina insonoritzada i equipada amb micròfons, auriculars i gravadores. Amb el micròfon reprodueix en l'idioma meta allò que sent a través dels auriculars i el públic, per altra banda, té accés al missatge de l'intèrpret mitjançant uns auriculars que se li han lliurat a l'inici de l'acte en els quals haurà de seleccionar el canal d'idioma que li interessi. Idealment, la cabina ha d'estar situada en un punt des d'on es domini amb claredat tota la sala, els oradors i qualsevol tipus de suport visual que es pugui fer servir durant la conferència.

## Interpretació en parelles

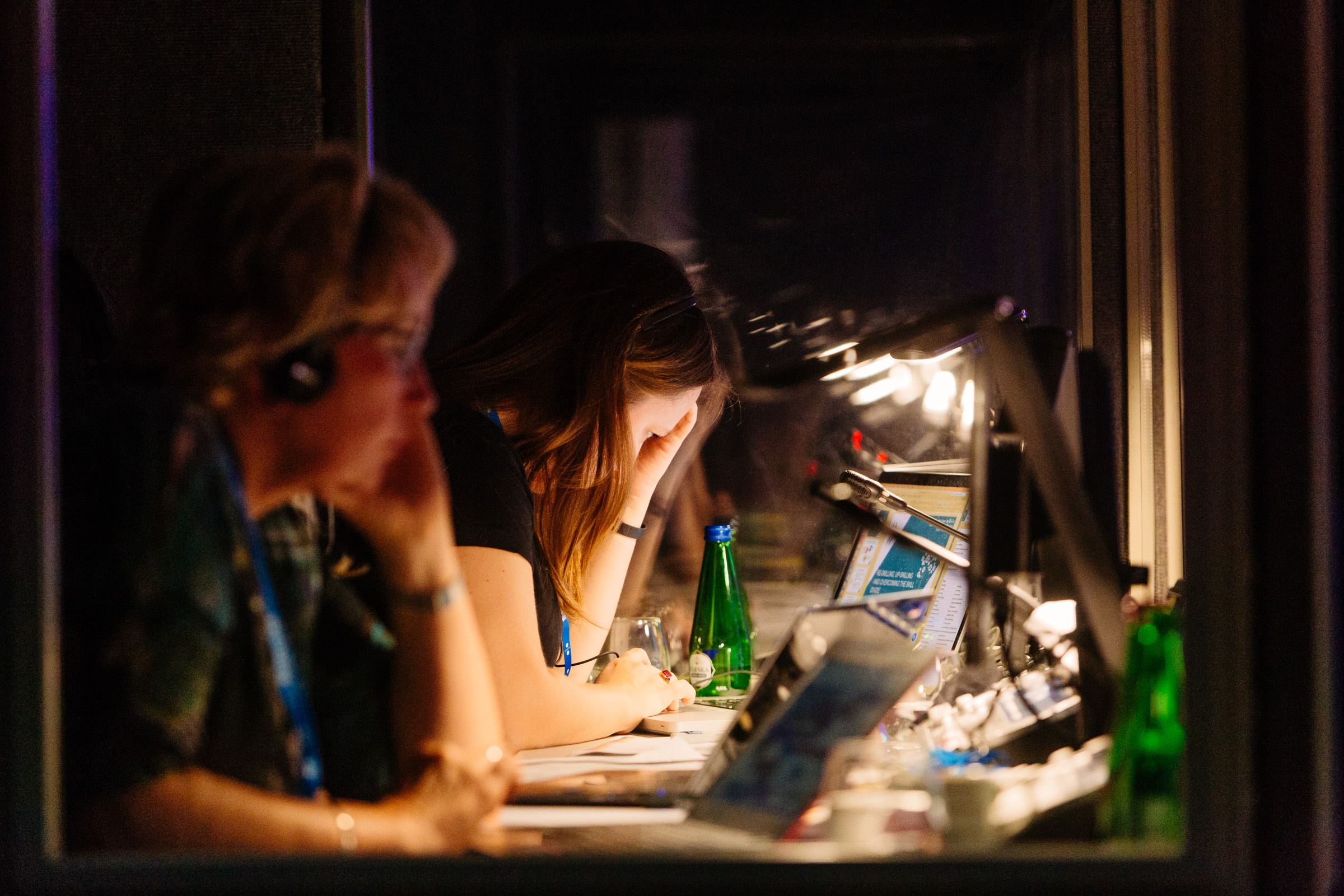
Dues intèrprets a una cabina

La interpretació simultània requereix un gran esforç mental i màxima concentració per tal de ser capaç de retenir la informació a curt termini i reproduir-la a l'idioma d'arribada amb veu clara, paraules precises i entonació adient sense deixar d'escoltar la nova informació que l'orador segueix proporcionant.
A causa de la complexitat de tot aquest procés és recomanable que un intèrpret no treballi més d'entre 30 i 45 minuts seguits. És per aquest motiu que a les cabines solen treballar dos especialistes que es van alternant i ajudant mútuament. Mentre un interpreta, l'altre busca terminologia específica i informació necessària, l'ajuda en cas que s'encalli, etc. La cooperació entre els membres de cabina és especialment important.

## Al cinema
La interpretació simultània és una de les formes usades per a la traducció cinematogràfica, junt amb d'altres com el doblatge, el subtitulat, les veus superposades o la traducció a vista.